# Marche sur les eaux
« Marche sur l'eau » redirige ici. Pour le film français, voir Marcher sur l'eau.

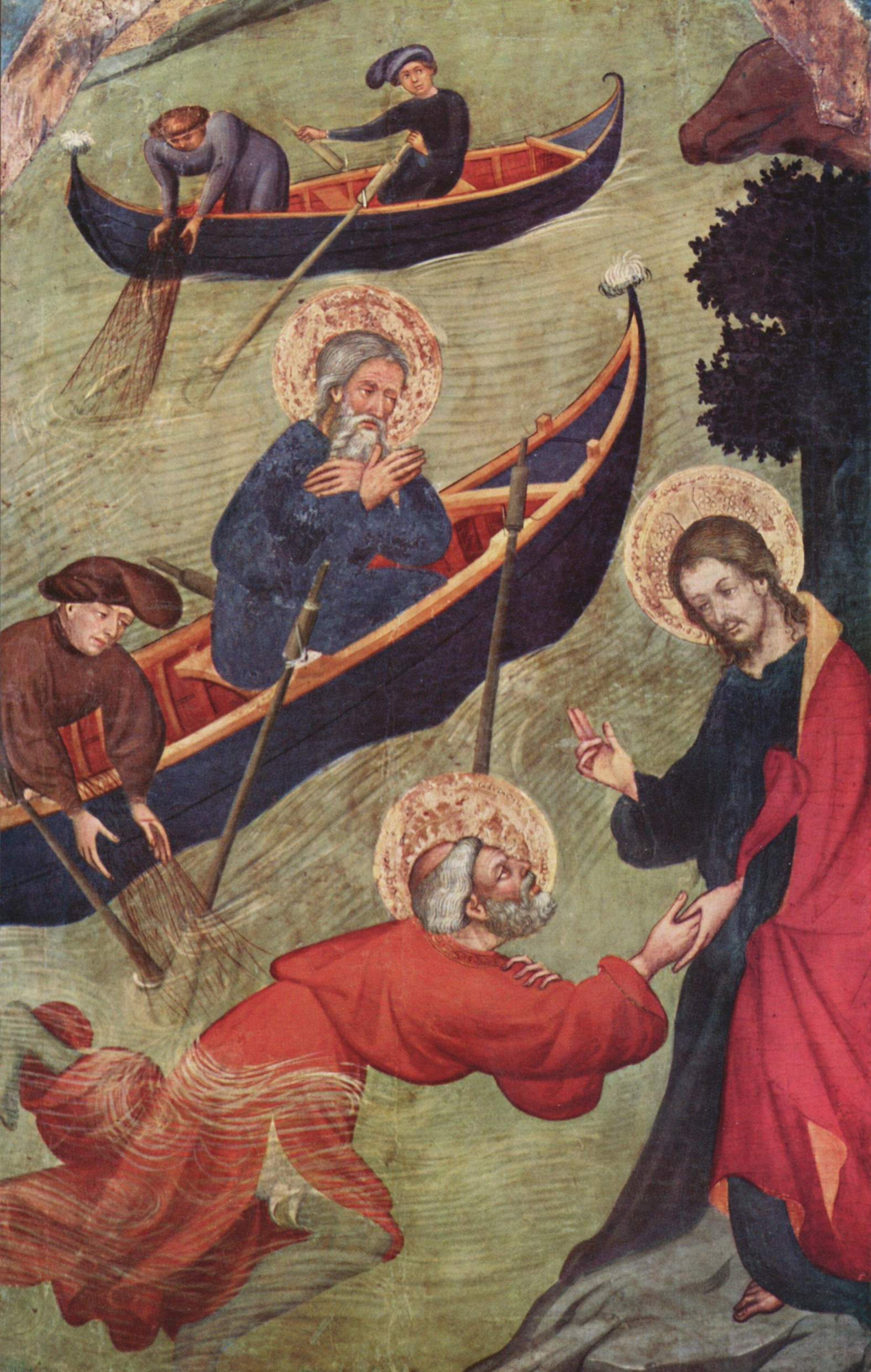
Jésus sauvant Pierre des eaux par Lluis Borrassà

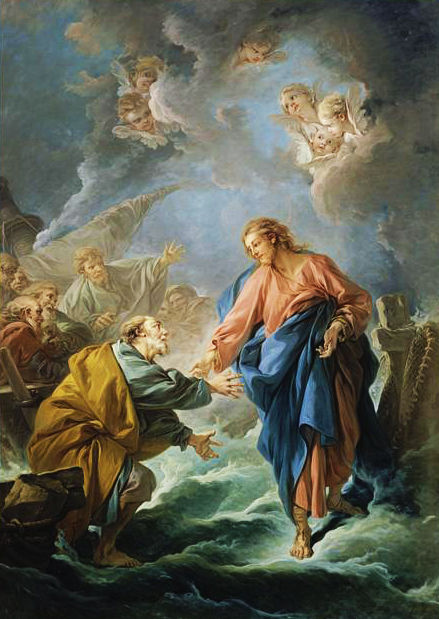
Saint Pierre tentant de marcher sur les eaux par François Boucher (1766)
Versailles, Cathédrale Saint-Louis

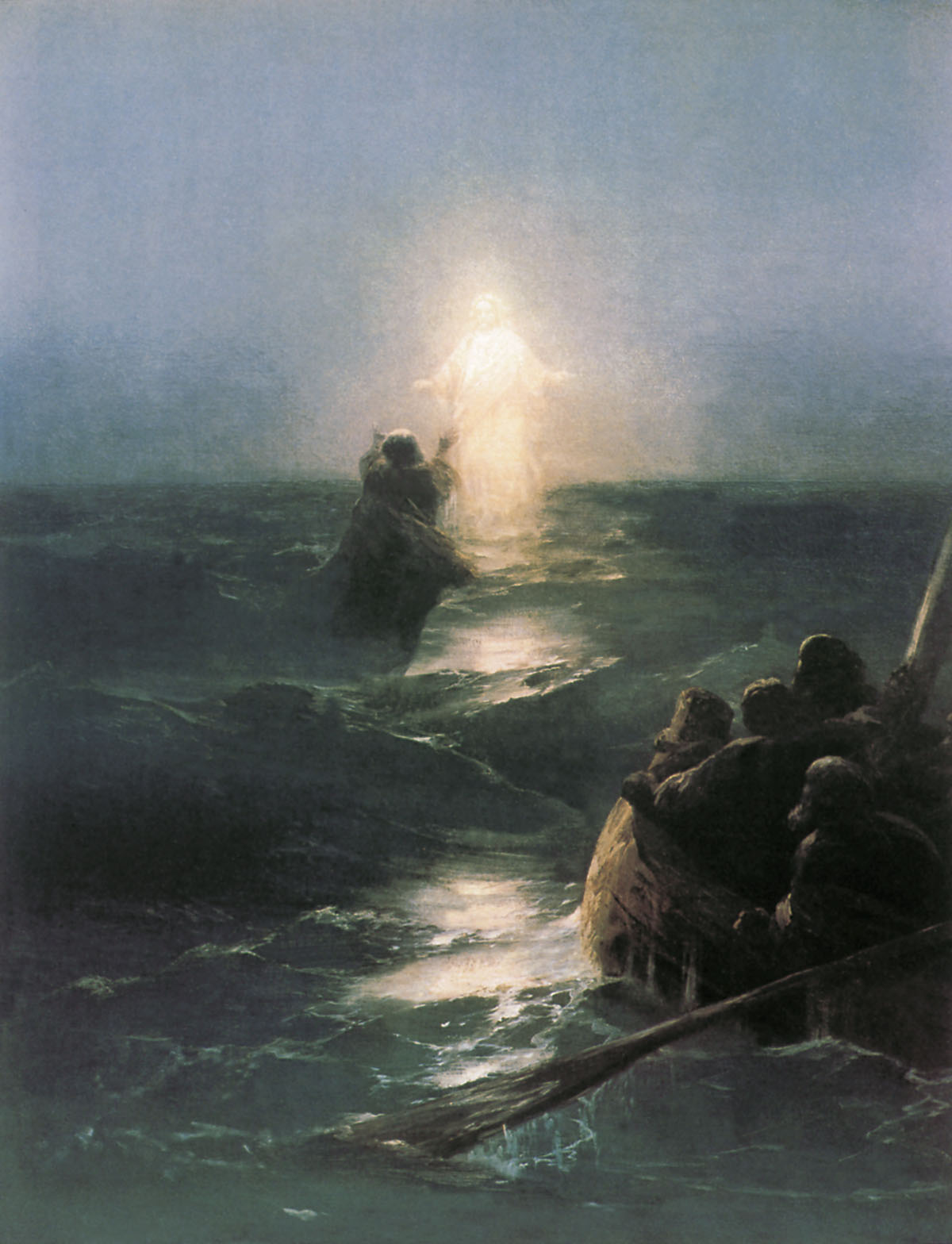
Par Ivan Aivazovsky

La marche sur les eaux est un épisode de la Bible qui concerne Jésus de Nazareth et ses apôtres qui montre Jésus marchant sur les eaux de la mer de Galilée.

## Dans les Évangiles
Cet épisode ne figure pas dans l'Évangile selon Luc.

### Évangile selon Marc
« Aussitôt après, il obligea ses disciples à monter dans la barque et à passer avant lui de l'autre côté, vers Bethsaïda, pendant que lui-même renverrait la foule. Quand il l'eut renvoyée, il s'en alla sur la montagne, pour prier. Le soir étant venu, la barque était au milieu de la mer, et Jésus était seul à terre.
Il vit qu’ils avaient beaucoup de peine à ramer ; car le vent leur était contraire. À la quatrième veille de la nuit environ, il alla vers eux, marchant sur la mer, et il voulait les dépasser.
Quand ils le virent marcher sur la mer, ils crurent que c’était un fantôme, et ils poussèrent des cris ;
car ils le voyaient tous, et ils étaient troublés. Aussitôt Jésus leur parla, et leur dit : Rassurez-vous, c’est moi, n’ayez pas peur !
Puis il monta vers eux dans la barque, et le vent cessa. Ils furent en eux-mêmes tout stupéfaits et remplis d’étonnement. »

— Traduction d'après la Bible Louis Segond, chapitre 6, versets 45 à 51.

### Évangile selon Matthieu
« Aussitôt après, il obligea les disciples à monter dans la barque et à passer avant lui de l'autre côté, pendant qu'il renverrait la foule. Quand il l'eut renvoyée, il monta sur la montagne, pour prier à l'écart; et, comme le soir était venu, il était là seul. La barque, déjà au milieu de la mer, était battue par les flots; car le vent était contraire. À la quatrième veille de la nuit, Jésus alla vers eux, marchant sur la mer. Quand les disciples le virent marcher sur la mer, ils furent troublés, et dirent : C'est un fantôme ! Et, dans leur frayeur, ils poussèrent des cris. Jésus leur dit aussitôt : Rassurez-vous, c'est moi; n'ayez pas peur ! Pierre lui répondit : Seigneur, si c'est toi, ordonne que j'aille vers toi sur les eaux. Et il dit : Viens ! Pierre sortit de la barque, et marcha sur les eaux, pour aller vers Jésus. Mais, voyant que le vent était fort, il eut peur; et, comme il commençait à enfoncer, il s'écria : Seigneur, sauve-moi ! Aussitôt Jésus étendit la main, le saisit, et lui dit : Homme de peu de foi, pourquoi as-tu douté ? Et ils montèrent dans la barque, et le vent cessa. Ceux qui étaient dans la barque vinrent se prosterner devant Jésus, et dirent : Tu es véritablement le Fils de Dieu. »

— Traduction d'après la Bible Louis Segond, chapitre 14, versets 22 à 33.

### Évangile selon Jean
« Quand le soir fut venu, ses disciples descendirent au bord de la mer.
Etant montés dans une barque, ils traversaient la mer pour se rendre à Capernaüm. Il faisait déjà nuit, et Jésus ne les avait pas encore rejoints.
Il soufflait un grand vent, et la mer était agitée.
Après avoir ramé environ vingt-cinq ou trente stades, ils virent Jésus marchant sur la mer et s’approchant de la barque. Et ils eurent peur.
Mais Jésus leur dit : C’est moi ; n’ayez pas peur !
Ils voulaient donc le prendre dans la barque, et aussitôt la barque aborda au lieu où ils allaient. »

— Traduction d'après la Bible Louis Segond,  chapitre 6 versets 16 à 21.

## Interprétations

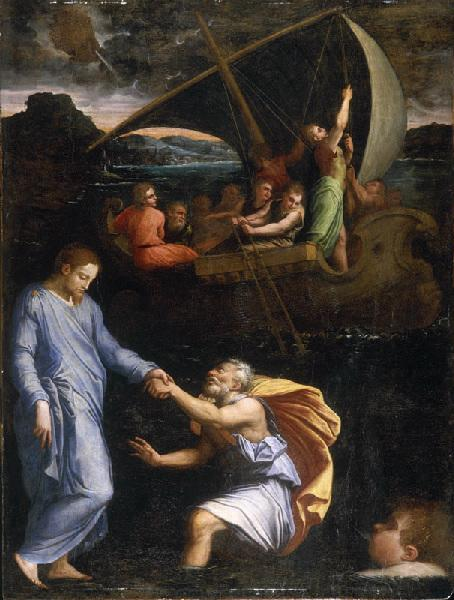
Saint Pierre marchant sur les eaux par Giorgio Vasari

Cette péricope se situe vers la fin du ministère de Jésus en Galilée, avant les épisodes-clés où Pierre reconnaît le Messie en Jésus et assiste à sa Transfiguration.
Pour Camille Focant, les disciples dans l'Évangile selon Marc « répondent à l'épiphanie de Jésus sur le lac comme le faisaient "ceux du dehors" qui voient et entendent sans comprendre (4,12), car leur cœur est endurci (6,53). Cette dernière expression n'avait été jusqu'ici été utilisée que pour les Pharisiens (3,5) juste avant qu'ils ne complotent la mort de Jésus [...] plus la révélation salvifique de Jésus s'affirme de manière extraordinaire, plus les disciples semblent régresser vers une dureté de cœur semblable à celle des adversaires de Jésus. On ne peut mieux faire pour désarçonner le lecteur ».
John Paul Meier voit dans la marche sur les eaux un récit purement théologique, sans fondement historique. La tradition orale, selon Meier, est entremêlée de références à l'Ancien Testament et de perceptions ultérieures à la Résurrection. En particulier, la narration semble appartenir au registre apocalyptique, autrement dit à un genre littéraire caractérisé par un symbolisme accentué et des contrastes marqués. Au début, Jésus rassemble les apôtres sur un bateau et les envoie seuls, pour aller prier seul sur la montagne, mais promet de les rencontrer de l'autre côté de la « mer ». Les apôtres ont du mal à atteindre l'autre rive, puis Jésus apparaît et tout se termine bien. Pour Meier, il s'agit d'une métaphore de l'Église primitive juste après Pâques : Jésus quitte ses disciples en promettant de revenir, mais il leur rend parfois visite afin de les soutenir (par l'Eucharistie). Comme toute la littérature apocalyptique, sa fonction est de réconforter une communauté dans le besoin.
Rudolf Bultmann range lui aussi cet épisode parmi les théologoumènes, c'est-à-dire des affirmations théologiques présentées dans les récits bibliques comme des faits historiques.